# Бринцев Олександр Віталійович
Олександр Віталійович Бринцев (рос. Александр Витальевич Брынцев; 21 травня 1995, м. Сєвєрськ, Росія) — російський хокеїст, захисник. Виступає за «Нафтохімік» (Нижньокамськ) у Континентальній хокейній лізі.  
Вихованець хокейної школи «Янтар» (Сєвєрськ). Виступав за «Газовик» (Тюмень), «Нафтохімік» (Нижньокамськ), «Реактор» (Нижньокамськ).
У складі молодіжної збірної Росії учасник чемпіонату світу 2015. 
Досягнення
- Срібний призер молодіжного чемпіонату світу (2015).